# Julia Richter (aviron)
Pour les articles homonymes, voir Julia Richter.
Julia Richter est une rameuse allemande née le 29 septembre 1988 à Schwedt.

## Biographie
Aux Jeux olympiques d'été de 2012 à Londres, elle a obtenu avec Annekatrin Thiele, Carina Bär et Britta Oppelt la médaille d'argent en quatre de couple.

## Palmarès

### Jeux olympiques
- 2012 à Londres,  Royaume-Uni
  -  Médaille d'argent en quatre de couple

### Championnats du monde
- 2011 à Bled,  Slovénie
  -  Médaille d'or en quatre de couple
- 2010 à Karapiro,  Nouvelle-Zélande
  -  Médaille de bronze en quatre de couple

### Championnats d'Europe
- 2010 à Montemor-o-Velho,  Portugal
  -  Médaille d'argent en quatre de couple
- 2007 à Poznań,  Pologne
  -  Médaille de bronze en quatre de couple